# ایوان پرز
ایوان پرز (انگلیسی: Iván Pérez Muñoz؛ زادهٔ ۲۹ ژانویهٔ ۱۹۷۶) یک بازیکن فوتبال اهل اسپانیا است.
از باشگاه‌هایی که در آن بازی کرده‌است می‌توان به باشگاه فوتبال رئال مادرید، و دپورتیوو لاکرونیا، بوردو، رئال مادرید کاستیا، رئال بتیس، نومانسیا، لگانیس، ژیرونا و تیم ملی فوتبال زیر ۲۳ سال اسپانیا اشاره کرد.